# Sponsor succinicola
Sponsor succinicola es una especie de escarabajo del género Sponsor, familia Buprestidae. Fue descrita científicamente por Descarpentries en 1969.

## Distribución
Habita en la región afrotropical.